# Carpentariagrässmyg
Carpentariagrässmyg (Amytornis dorotheae) är en fågel i familjen blåsmygar som enbart förekommer i ett begränsat område i norra Australien.

## Utseende och läten
Carpentariagrässmygen är en medelstor (16–17,5 cm) grässmyg. Hanen har svartaktigt huvud som övergår i rostrött på ryggen. Ovansidan av vingen och stjärten är sotbrun med roströda kanter. På undersidan är den vit på bröstet och övre delen av buken, medan den är brungul på nedre delen av buken och flankerna. På huvudet syns ett tydligt svart strupesidestreck. Honan liknar hanen men är istället djupt kastanjebrun på nedre delen av buken och flankerna. Sången beskrivs som lång och behaglig, medan kontaktlätet är ljust och syrseliknande.

## Utbredning och systematik
Fågeln förekommer i det inre av Carpentariaviken (östra Northern Territory och nordvästra Queensland). Den behandlas som monotypisk, det vill säga att den inte delas in i några underarter.

## Status
IUCN kategoriserar arten som sårbar.